# Ramata Diakité (basket-ball)
Pour les articles homonymes, voir Diakité et Ramata Diakité.
Ramata Diakité, née le 17 septembre 1991 à Kati, est une joueuse malienne de basket-ball.

## Carrière
Avec l'équipe du Mali féminine de basket-ball, elle est quinzième du Championnat du monde 2010, cinquième du Championnat d'Afrique 2015 et vainqueur des Jeux africains de 2015.
Elle termine troisième du Championnat d'Afrique 2017.